# Zeb un-nisa

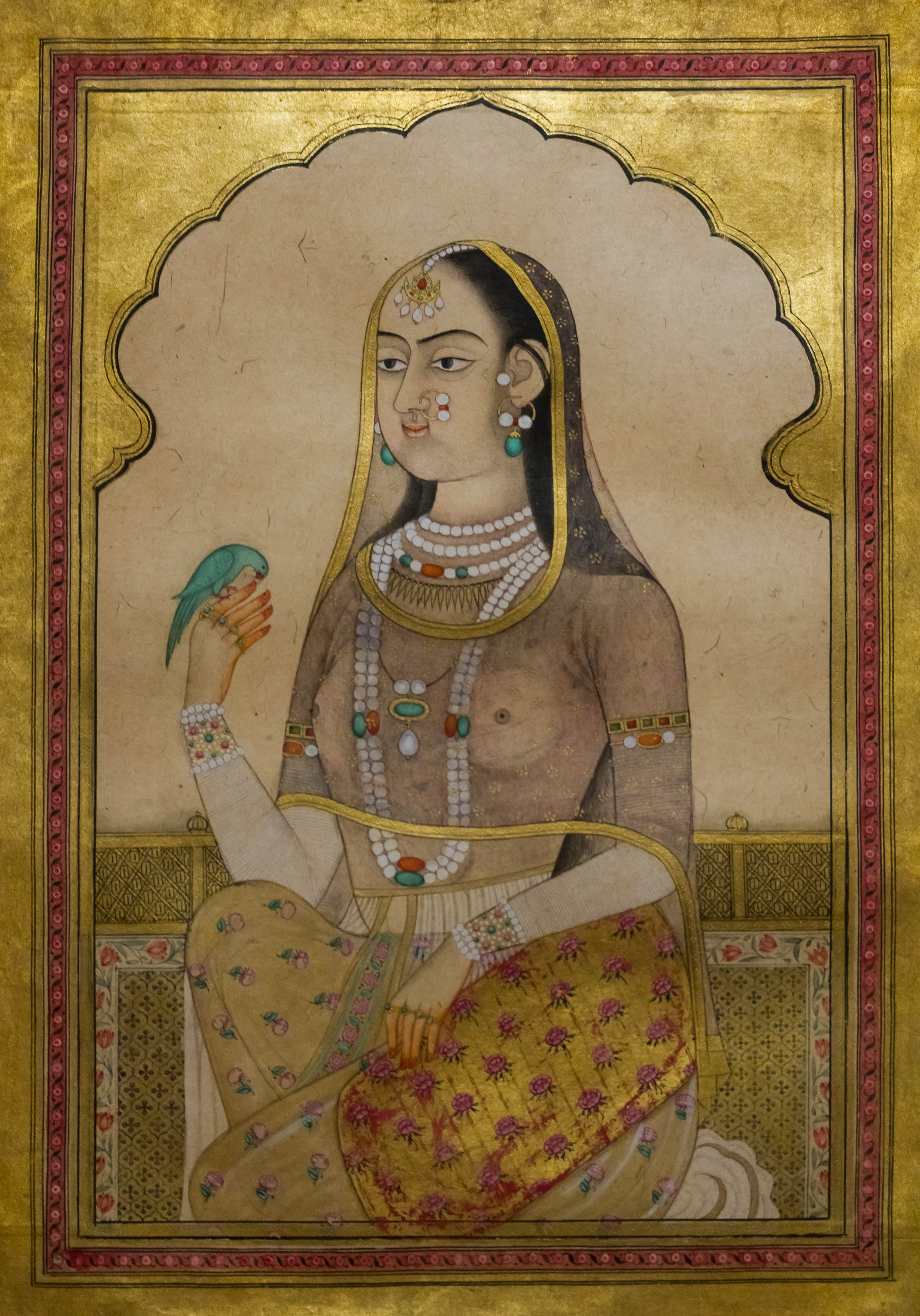
Zeb-un-Nisa.

Zeb un-nisa (* 1638; † 1702) war eine Angehörige des Mogulherrscherhauses.
Zeb un-nisa wurde 1638 als Tochter des späteren Großmoguls Aurangzeb geboren. Sie hatte wahrscheinlich eine enge Beziehung zu ihrer Tante Jahanara Begum.
Es wird vermutet, dass Zeb un-nisa unter dem Pseudonym Makhfi Gedichte verfasste. Sie betätigte sich auch als Mäzenin von Gelehrten (so von Muhammad Safi Qazwini oder ihrem Lehrer Sa’id Ashraf).
In Lahore ließ sie die nach ihr benannten Gärten anlegen, von denen heute nur noch Reste (darunter der imposante Torbau des Chauburji) vorhanden sind. Ebenso wie ihre Schwester Zinat un-nisa ließ sie Wohnungen für Sufis erbauen.